# Jon Øigarden
Jon Øigarden, född 31 maj 1971 i Oslo, är en norsk skådespelare.

## Filmografi
- 1998 – Weekend
- 1998 – Nini (TV-serie)
- 1998 – Blodiga änglar
- 1999 – Sofies värld
- 1999 – Lyckliga gatan (TV-serie)
- 2000 – Dykaren
- 2000 – Detector
- 2000 – Get Ready to Be Boyzvoiced
- 2002 – Endelig fredag (TV-serie)
- 2002 – Guggen - Du store gauda!
- 2005 – En folkefiende
- 2005 – 37 og et halvt
- 2005 – Mr. Jones
- 2006 – Gymnasielärarens lilla röda
- 2006 – Det var en gang en cherrox
- 2007 – Kutoppen (TV-serie)
- 2007 – Mars och Venus
- 2007 – De poetsprins
- 2007 – Thomas P. (TV-serie)
- 2007 – Berlinerpopplarna (TV-serie)
- 2008 – Forvarsel
- 2008 – Kurt blir elak
- 2009 – En god nummer to (TV-serie)
- 2009 – Bästa vänner
- 2010 – En ganska snäll man
- 2010 – En helt vanlig dag på jobben
- 2010 – Norwegian Ninja
- 2010 – Neglect
- 2010 – Hjerte til hjerte – Spelet (TV-serie)
- 2010 – Erlend och Steinjo (TV-serie)
- 2010 – Den unge Fleksnes (TV-serie)
- 2011 – Människor i solen
- 2011 – Curlingkungen
- 2011 – Varg Veum – I mörkret är alla vargar grå
- 2012 – Fuck Up
- 2012 – The ABCs of Death
- 2013 – Halvbrodern (TV-serie)
- 2013 – Å begrave en hund
- 2013 – Lilyhammer (TV-serie)
- 2014 – En iskall jävel
- 2014 – Jakten på Berlusconi
- 2014 – Kapten Sabeltand och skatten i Lama Rama
- 2015 – Wendyeffekten
- 2015 – Dag (TV-serie)
- 2016 – Ripper Street (TV-serie)
- 2016 – Mammon (TV-serie)
- 2017 – Helt perfekt (TV-serie)
- 2017 – Vikingane (TV-serie)
- 2017 – Jul i Blodfjell (TV-serie)
- 2018 – Lords of Chaos
- 2018 – 22 July
- 2019 – Exit (TV-serie)
- 2022 – Guldtransporten
- 2025 – Rekviem for Selina (TV-serie)
- 2025 – Åremorden (TV-serie)